# Swordfishtrombones
Swordfishtrombones je sedmé studiové album Toma Waitse, vydané v září roku 1983. Jedná se o první album, které si produkoval sám Waits. Album vyšlo u Island Records. V roce 2006 časopis Q zařadil album na 36. pozici v žebříčku „40 nejlepších alb osmdesátých let“.

## Seznam skladeb
Všechny skladby napsal Tom Waits.
| Strana 1 | Strana 1                          | Strana 1 |
| Pořadí   | Název                             | Délka    |
| -------- | --------------------------------- | -------- |
| 1.       | Underground                       | 1:58     |
| 2.       | Shore Leave                       | 4:12     |
| 3.       | Dave the Butcher (instrumentální) | 2:15     |
| 4.       | Johnsburg, Illinois               | 1:30     |
| 5.       | 16 Shells from A Thirty-Ought-Six | 4:30     |
| 6.       | Town with No Cheer                | 4:22     |
| 7.       | In the Neighborhood               | 3:04     |

| Strana 2       | Strana 2                                         | Strana 2 |
| Pořadí         | Název                                            | Délka    |
| -------------- | ------------------------------------------------ | -------- |
| 1.             | Just Another Sucker on the Vine (instrumentální) | 1:42     |
| 2.             | Frank's Wild Years                               | 1:50     |
| 3.             | Swordfishtrombone                                | 3:00     |
| 4.             | Down, Down, Down                                 | 2:10     |
| 5.             | Soldier's Things                                 | 3:15     |
| 6.             | Gin Soaked Boy                                   | 2:20     |
| 7.             | Trouble's Braids                                 | 1:18     |
| 8.             | Rainbirds (instrumentální)                       | 3:05     |
| Celková délka: | Celková délka:                                   | 40:31    |

## Sestava
- Tom Waits - zpěv, Hammondovy varhany, piáno, harmonium, syntezátor
- Victor Feldman - marimba, perkuse, Hammondovy varhany, zvony, konga, tamburína
- Larry Taylor - baskytara, akustická baskytara
- Fred Tackett - elektrická kytara, banjo kytara
- Greg Cohen - baskytara, akustická baskytara
- Ronnie Barron - Hammondovy varhany
- Stephen Taylor Arvizu Hodges - bicí, perkuse, skleněná harmonika
- Francis Thumm - skleněná harmonika
- Joe Romano - pozoun, trubka
- Anthony Clark Stewart - dudy
- Clark Spangler - syntezátor program
- Bill Reichenbach Jr. - pozoun
- Randy Aldcroft - pozoun
- Dick „Slyde“ Hyde - pozoun
- Eric Bikales - varhany
- Carlos Guitarlos - elektrická kytara
- Richard Gibbs - skleněná harmonika